# Javier de Burgos
Ne doit pas être confondu avec Francisco Javier de Burgos y Sarragoiti.
Francisco Javier de Burgos y del Olmo, né à Motril le 22 octobre 1778 et mort à Madrid le 22 janvier 1848, est un journaliste, écrivain, juriste et homme politique espagnol. Il est en particulier connu pour être le concepteur de la division provinciale de 1833, dont les grandes lignes constituent encore la base de la répartition actuelle du territoire de l'Espagne en provinces.

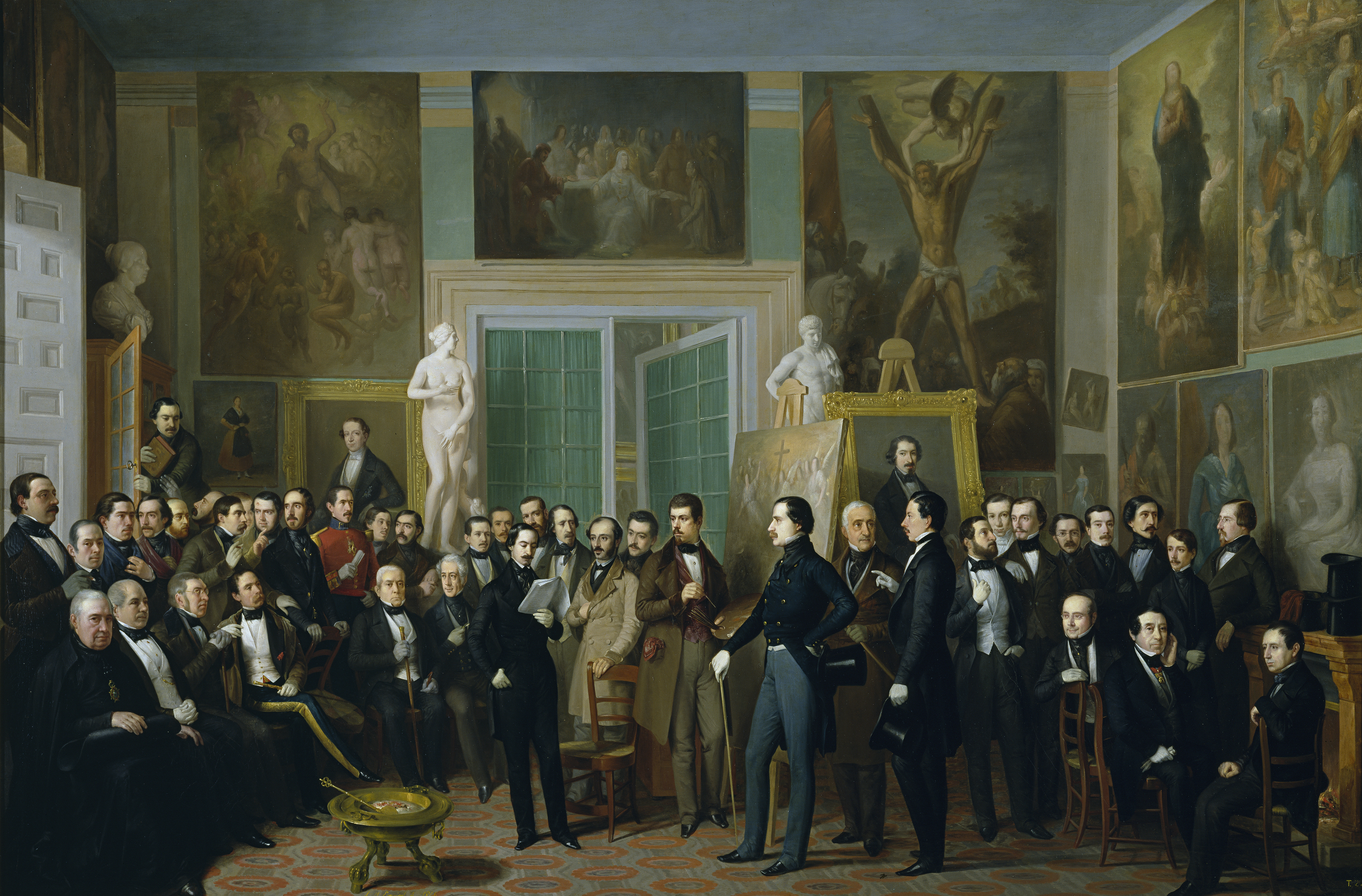
Javier de Burgos représenté dans La Réunion des poètes d'Antonio María Esquivel (1846, musée du Prado)